# Dominik Vrtovec
Dominik Vrtovec, slovenski zobozdravnik, * 27. februar 1933, Maribor.

## Življenje in delo
Rodil se je v družini mariborskega zdravnika Josipa Vrtovca. Po osnovni šoli, ki jo je obiskoval v Mariboru, Črnem Vrhu nad Idrijo in Gorici je tu končal gimnazijo in v Padovi študiral zobozdravstvo. Diplomiral je 28. februarja 1959 na Univerzi v Padovi. Po končanem študiju je leta 1961 opravil še specializacijo iz stomatologije in ortodontike.
Po izpopolnjevalnem tečaju v Ljubljani je tu služboval v zobni ambulanti Zdravstvenega doma v Šiški, nato pa kot asistent na Stomatološki kliniki v Padovi (1961-1963) in od 1963 v zasebni ambulanti v Gorici. Ko je bil asistent v Padovi je napisal  brošuro Radiologia dentaria, skupaj z bratom pa sta kot soavtorja sodelovala pri sestavi zelo pomembnega članka Impianto edoosseo ed applicazione immediata e definitiva della protesi (Milano, 1969).